# Gepard
Ne doit pas être confondu avec Classe Gepard ou Flakpanzer Gepard.
Le Gepárd  désigne une série de fusils de précision antimatériel hongrois destinés à frapper des cibles peu ou légèrement blindées. Ils ont des caractéristiques de fusils de précision, avec une longue portée et une forte énergie cinétique. Le projet actuel est dirigé par Ferenc Földi (Institut de la technologie militaire de l'armée du peuple hongrois).

## Conception de l'arme
Le choix du calibre 12,7, plus puissant que le 7,62, imposait un frein de bouche afin de limiter le recul, et au vu de la longueur du canon requise, une conception en bullpup a été choisie.

### M1
Le M1 a été le premier de la série des Gepárd. Son canon était long, pour une plus grande précision. Il restait simple de conception pour réduire le poids, et utilisait le calibre 12,7 × 108 mm. Le M1 était difficile à recharger, et tirait au coup par coup, avec insertion manuelle de la cartouche, ce qui diminuait grandement la puissance de feu. On a aussi reproché au M1 son recul, ce qui a été amélioré, le canon reculant après chaque coup.
Le M1 était principalement utilisé comme arme de sniper pour des opérations de police et d'anti-terrorisme, ainsi que par les forces spéciales. Des tests ont montré que cinq tirs consécutifs rentraient dans une cible de 26 centimètres de rayon à une distance de 1 300 mètres. Vingt-cinq M1 ont été commandés par l'armée hongroise, et leur poids élevé a donné cette doctrine d'utilisation : en cas de retraite rapide, on abandonne l'arme [réf. nécessaire].

## M2
Le M2 est une version semi-automatique du M1, avec un poids et une longueur de canon diminués. Le M2A2 pour parachutistes est encore plus léger.

## M3
Le M3 est une variante utilisant le calibre 14,5 × 114 mm, plus puissant.

## M4 et M5
Les M4 et M5 sont des améliorations du M2, proposant, pour le même calibre 12,7 mm des matériaux plus résistants et une meilleure fiabilité. Le M5 a un mécanisme à verrou, quand le M4 est semi-automatique. Les deux utilisent un nouveau chargeur plus petit.

## M6 "Lynx"
Le GM6 Lynx (Gepárd M6 Hiúz en hongrois) a un mécanisme semi-automatique et utilise des munitions 12,7 × 108 mm ou 12,7 × 99 mm OTAN comme les M2 et M4. Comparé aux précédentes versions, il comporte des pièces plus solides, une masse réduite, une longueur plus courte et une portée améliorée.